# Oryzopsis obtusa
Oryzopsis obtusa là một loài thực vật có hoa trong họ Hòa thảo. Loài này được Stapf ex Oliv. mô tả khoa học đầu tiên năm 1895.